# Pyrophanes similis
Pyrophanes similis is een keversoort uit de familie glimwormen (Lampyridae). De wetenschappelijke naam van de soort werd voor het eerst geldig gepubliceerd in 1885 door E. Olivier.